# Alain Pierre
Alain Pierre (Schaarbeek, 3 januari 1948 – 14 februari 2024) was een Belgische componist van filmmuziek.
Pierre schreef de soundtracks van meer dan driehonderd korte films, 150 reclamefilms en 92 langspeelfilms. Hij werkte vaak met synthesizers.
Tot zijn soundtracks behoren:
- Commissaris Roos (1990-1992)
- Wildschut (1985)
- Jan zonder vrees (1984)
- Het einde van de reis (1981)
- De proefkonijnen (1979)
- Verbrande Brug (1975)
- Vase de Noces (film) (1974)[2]

- International Standard Name Identifier: 0000 0004 7954 531X
- MusicBrainz: 7d20db5f-50fd-4a61-b087-be9aa459d847